# Los pasos de Ana
Los pasos de Ana es una película mexicana dirigida por Maryse Sistach, protagonizada por Guadalupe Sánchez y producida en 1988.

## Argumento o Sinopsis
La divorciada y treintañera Ana vive en compañía de sus dos hijos menores y pretende convertirse en cineasta, aunque solo trabaja eventualmente como asistente de dirección. La protagonista conserva la manía de registrar en su cámara de vídeo (en la que ha gastado todos sus ahorros) los acontecimientos de su vida cotidiana. Así, en las imágenes quedan plasmados los deseos y frustraciones de Ana, incluidas las tres posibilidades de relación amorosa que se le presentan en los dos meses en que se desarrolla la historia. Así, la maternidad, los encuentros y desencuentros amorosos, las posibilidades de trabajo, son algunos de los temas presentes en este filme.

## Producción
La película se rodó originalmente en vídeo (16 mm) y fue transferida posteriormente a 35 mm. Tardó varios años en estrenarse, aunque con mala difusión.

## Temas
La película recrea un sector femenino perteneciente a una generación relegada de los años 80 en una sociedad mexicana típicamente machista. Se busca presentar un personaje femenino realista donde la relación madre-hijos, las relaciones amorosas y los sentimientos son presentados de manera íntima por la protagonista.

## Recepción
Primer largometraje de Marisa Sistach, egresada del Centro de Capacitación Cinematográfica, se estrenó en 1993, un año después de su segundo filme, Anoche soñé contigo. La crítica alrededor de ella fue positiva aunque modesta, dejando un agradable sabor de boca. 